# Манастир Капријана
Манастир Капријана или Манастир Светог Успења Капријана је манастир Кишињевске епархије Руске православне цркве у селу Капријана, округ Страшени у Молдавији. Смештен у шумама Кодри, 36 км од Кишињева.
Један је од најстаријих православних манастира у Бесарабији.
Манастир се први пут помиње у изворима 1420. године, а 1429. године, вољом Александра I Доброг, манастир постаје манастир Господар (ова година се сматра годином оснивања манастира).
Године 1535. владар Молдавске кнежевине Петар IV Рареш започео је реконструкцију манастирске цркве Свете Тројице, а такође је поставио Успенску цркву, чију је изградњу наставио владар Стефан V Лакуста.
Крајем 17. века, манастир је, уз сагласност молдавских епископа Саве, Мисаила, Лаврентија и Варлаама, прешао у надлежност светогорског бугарског манастира Зограф, у вези са тим. дуго се звао Кипријановски Атоно-Зографски манастир. Године 1840. обновљена је стара зимска црква у манастиру са пратећом трпезаријом.
Крајем 19. века, више од двадесет година манастиром је управљао атонски монах, бугарски игуман Теофилакт, чија је привредна делатност довела до процвата манастира: на манастирском земљишту било је 16 села и 2 насеља, тј. број братије је био око 70 људи, Кондритски скит је додељен манастиру, где је игуман Теофилакт 1895. године саградио нову камену цркву. Манастир је део својих прихода слао светогорском манастиру Зограф.
1962. године манастир је затворен и током читавог совјетског периода био је у запуштеном стању.
Године 1989. оживљена је делатност манастира, а 2002-2005. године извршена је велика рестаурација.

## Светиње манастира
Године 1821. у манастиру је сахрањен митрополит кишињевски и хотински Гаврило (Банулеску-Бодони). 25. августа 2016. године његове мошти су откривене у манастиру, а 3. септембра 2016. године канонизован је за локално поштованог светитеља .